# Гринвейлское водохранилище
Гринве́йлское водохранилище (англ. Greenvale reservoir) — наливное водохранилище в северной части Мельбурна (штат Виктория, Австралия). Его ёмкость составляет 0,027 км³. Водохранилище было введено в эксплуатацию 18 апреля 1973 года, и в настоящее время находится в ведении компании Melbourne Water.
Водохранилище расположено в верхней части водосборного бассейна Юрок-Крик, основного притока Муни-Пондс-Крик. Водохранилище находится к северу от пригорода Гринвейл и к западу от пригорода Роксбург-Парк.
Водохранилище было построено в 1971 году для водоснабжения растущего на север и запад Мельбурна. Сооружение представляет собой насыпь из земли и каменных пород длиной 2,8 км с глиняным ядром, высотой 55 м в максимальной части, вмещающую 27,5 млн м³ воды. Построенная в соответствии с инженерными стандартами того времени, центральная часть плотины была спроектирована с фильтрами до 3 м ниже максимального уровня воды.
Северо-запад Мельбурна был важным направлением роста города в течение последних 40 лет, что привело к значительной застройке ниже по течению от плотины. Проведенная в 2009 году оценка риска показала, что Гринвейлское водохранилище не отвечает современным требованиям по безопасности плотины, что побудило Melbourne Water провести исследование и разработать экономическое обоснование для проведения работ по модернизации водохранилища. В результате в 2014 году Melbourne Water заключила контракт с компанией
Thiess на проведение модернизации водохранилища и обеспечение общественной безопасности. Проект предусматривал укрепление существующих стен водохранилища и установку новых фильтрующих систем. Для проектирования применялись технологии 3D-моделирования, а часть работ по управлению строительной техникой и механизмами выполнялась дистанционно.
Компания Keller установила сегментные сваи с обсадной трубой диаметром 1300 мм на глубину 12 метров. Для обеспечения надёжности каждой сваи перед засыпкой фильтрующего песка слоем 750 мм было проведено исследование скважины. Слои материалов были уплотнены с помощью свободно падающего груза весом 3 т, а обсадные трубы затем были извлечены. Методология и оборудование для уплотнения материалов были разработаны специально для удовлетворения требований проекта по модернизации водохранилища.
В водохранилище водится речной окунь и морской окунь, а также австралийский луциан.
В парке, окружающем Гринвейлское водохранилище, есть столы для пикника, детские площадки и зоны для барбекю. Парк находится в ведении правительственного агентства «Парки Виктории». Парк расположен к югу и западу от главной плотины водохранилища.
В 2017 году работы по модернизации водохранилища были закончены, но по состоянию на сентябрь 2021 года парк оставался закрытым для посетителей.

## Галерея

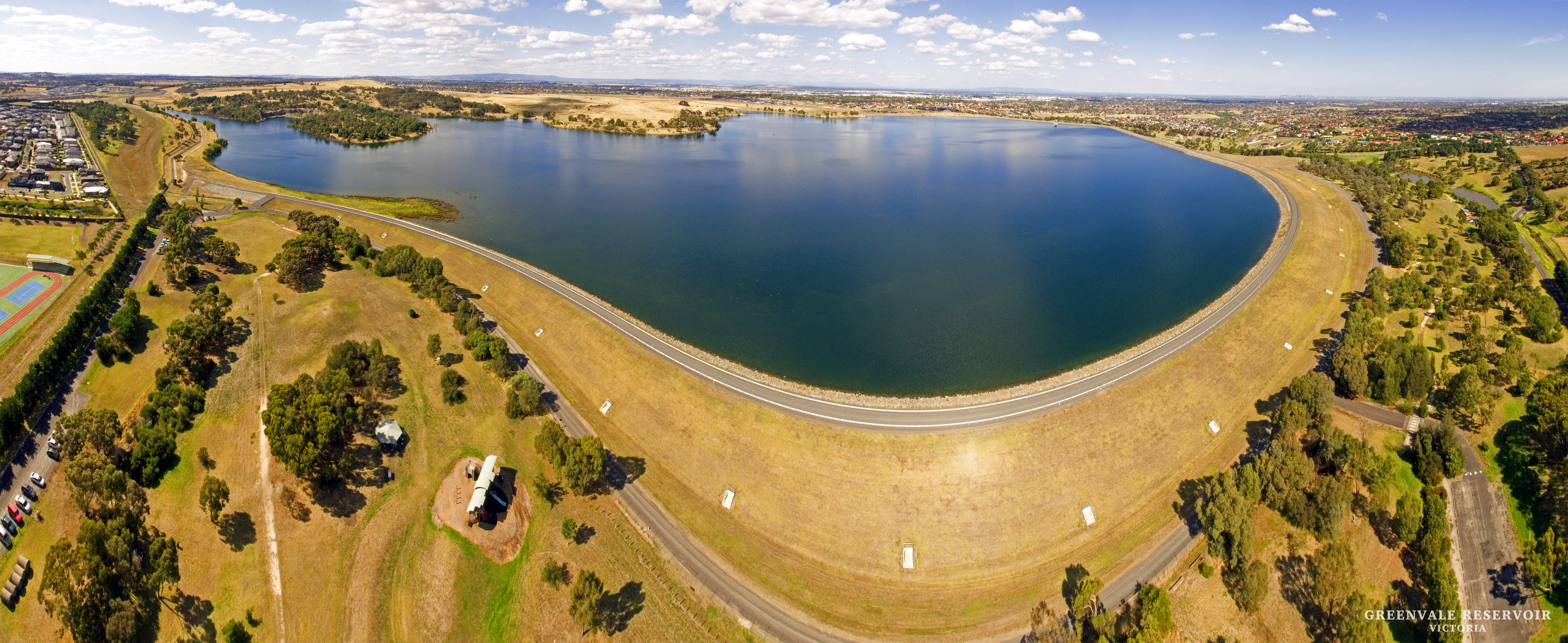
Гринвейлское водохранилище в феврале 2017 года
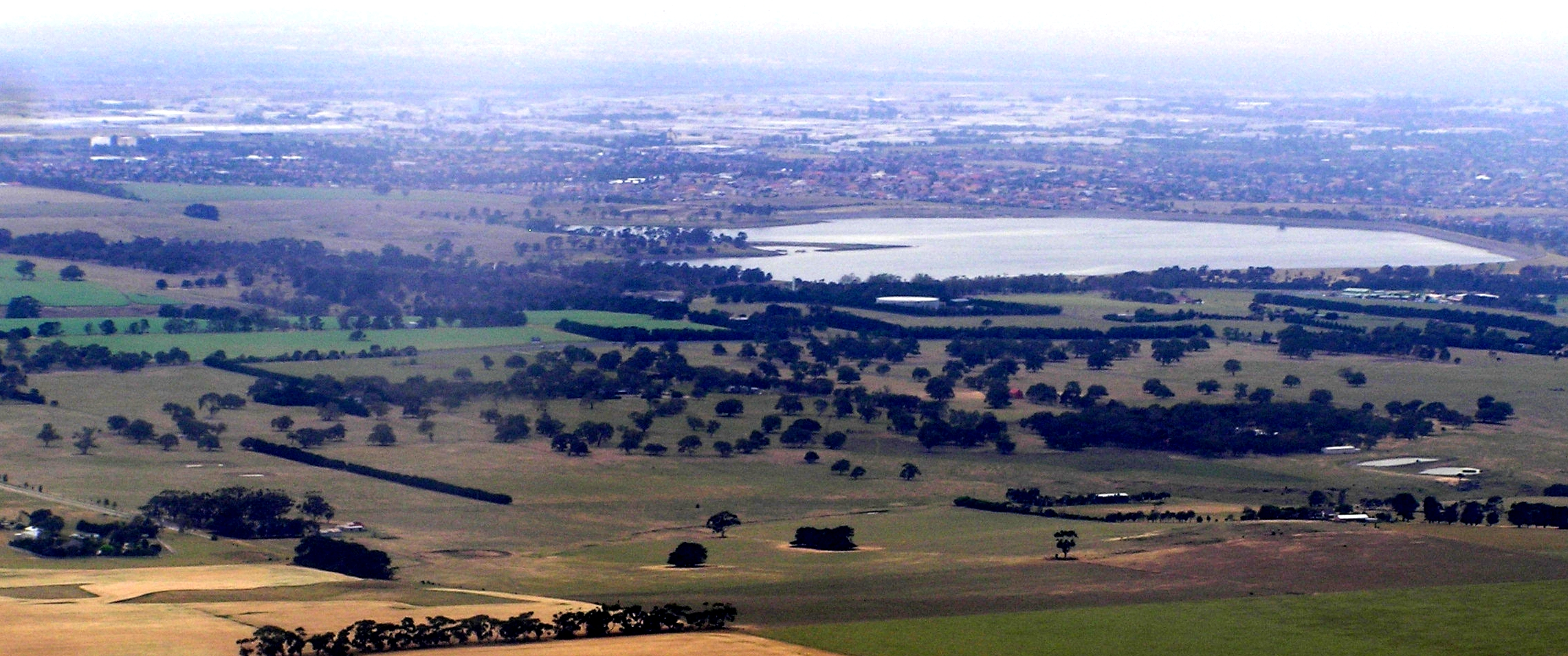
Гринвейлское водохранилище